# 溫長湧
溫長湧（1830年—1900年），直隸天津宜兴埠鎮人。清朝武狀元，軍事將領。
咸豐三年（1853年）癸丑科一甲第一名武進士，授官一等侍衛。后出官山東青州營参将。
侄孫温世霖，近代著名教育家。同鄉溫家寶，中華人民共和國國務院總理。